# 愛知県道117号西条中川線
愛知県道117号西条中川線（あいちけんどう117ごう にしじょうなかがわせん）は、愛知県海部郡大治町から愛知県名古屋市中川区に至る一般県道である。実質的には、ほとんど大治町内のみの道路である。

## 概要

### 路線データ
- 起点：愛知県海部郡大治町西條
- 終点：愛知県名古屋市中川区富田町万場

## 沿革
- 1959年（昭和34年）12月15日：認定

## 接続する道路
- 愛知県道68号名古屋津島線（佐屋街道）（西條交差点）
- 国道302号（名古屋環状2号線）（稲屋交差点）
- 愛知県道59号名古屋中環状線（砂子橋交差点 - 万場小橋西交差点間で重複）
- 愛知県道115号津島七宝名古屋線（万場小橋西交差点）

## 別名
- 佐屋街道（名古屋市中川区、大治町）